# Aérodrome de Lognes-Émerainville
L'aérodrome de Lognes - Émerainville (code IATA : XLG • code OACI : LFPL) est un aérodrome civil français, ouvert à la circulation aérienne publique (CAP), situé sur les communes de Lognes et d'Émerainville dans le département de Seine-et-Marne et la région Île-de-France. Il se situe à 1,5 km au sud de Lognes, 28 km à l'est de Paris.
Cet aérodrome civil contrôlé est ouvert aux avions privés en vol à vue (VFR) de jour uniquement, et sur demande au trafic international. Il est utilisé pour la pratique d’activités de loisirs et de tourisme (aviation légère et hélicoptère) ainsi que pour l'aviation d'affaire et le taxi aérien. Il est exploité par la société Aéroports de Paris.
Il est le deuxième aérodrome de France d’aviation légère privée.

## Situation
| \| 20 km1:401 000 \| Beynes - Thiverval Chavenay - Villepreux Chelles Coulommiers Fontenay-Trésigny La Ferté-Alais Lognes-Émerainville Mantes - Chérence Meaux - Esbly Melun-Villaroche Moret - Épisy Nangis Les Loges Saint-Cyr-l'É. Les Mureaux Étampes Charles-de-Gaulle Le Bourget Orly Pontoise - Cormeilles-en-V. Paris-Saclay-Versailles Issy-les-M. Villacoublay |
| 20 km1:401 000 |

## Installations

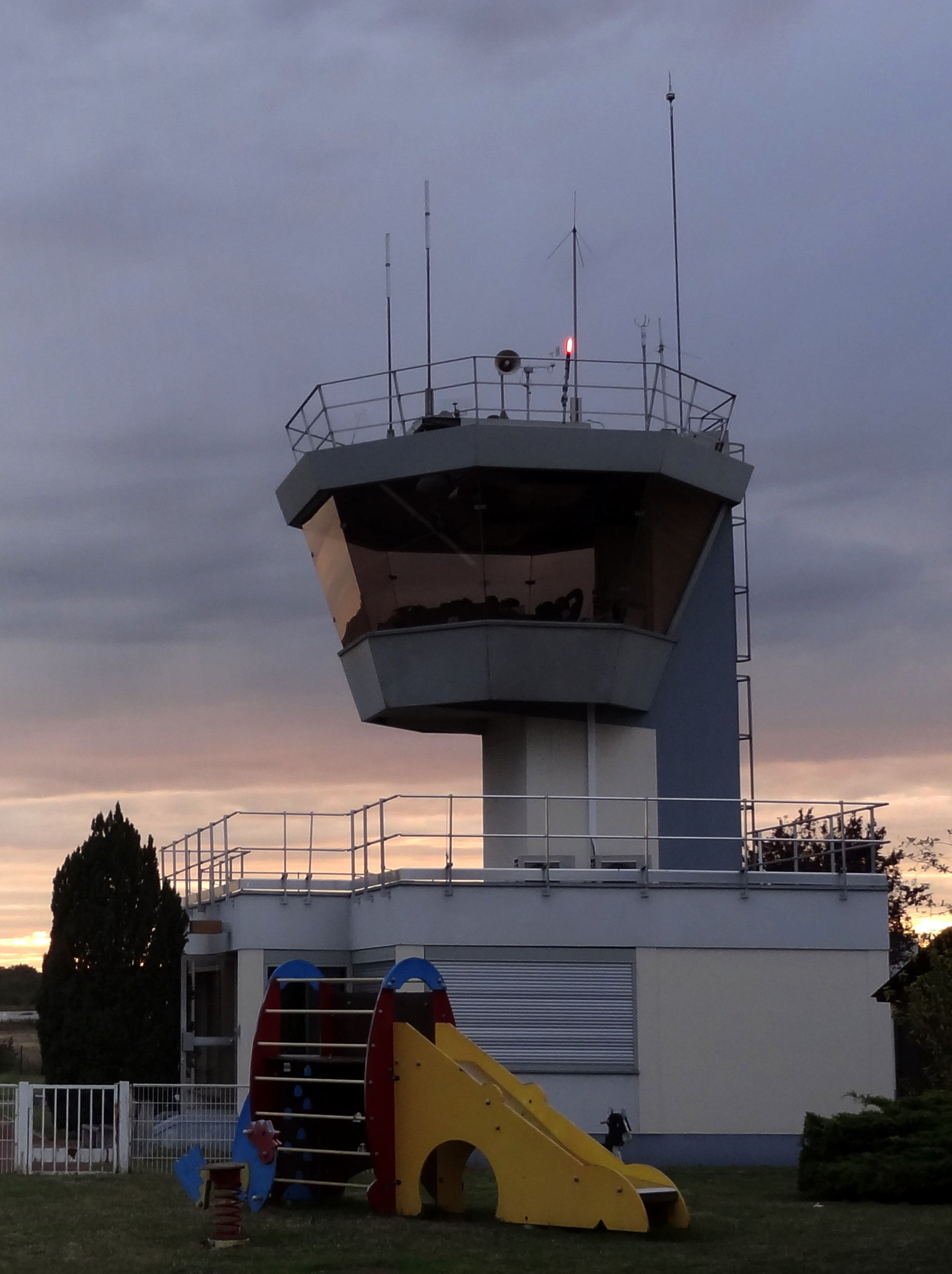
La tour de contrôle de l'aérodrome

### Pistes
D'une superficie de 87 hectares, il possède deux pistes : une en bitume de 700 mètres et une en herbe de 1 100 mètres.

### Aéroclubs
Les aéroclubs suivants sont présents sur l'aérodrome :
- aéroclub Plane air ;
- aéroclub Aigle de Saint-Maur ;
- aéroclub les Aiglons ;
- aéroclub Henri Guillaumet ;
- aéroclub de la Brie ;
- aéroclub Sadi Lecointe ;
- aéroclub Paris-Est - les Goélands - Créteil ;
- aéroclub de Lognes ;
- école de pilotage Fly Academy ;
- école de pilotage Aeroflight.
- école de pilotage CFAL Alpha Aviation

Par ailleurs, l'Association de gestion interclubs de Lognes-Émerainville (AGILE), qui était un regroupement de trois aéroclubs — l'aéroclub Aéroport de Paris, l'aéroclub Air France Lognes, et l'aéroclub Marne-la-Vallée — a cessé ses activités le 31 décembre 2018 et s'est scindée en deux aéroclubs différents :
- Aéroclub Air France (ACAF) Lognes ;
- Aéroclub Paris Aéro.